# MV Teal
Le MV Teal est un navire à passagers britannique de 1936 qui opère actuellement sur le lac de Windermere, dans le Comté de Cumbria, pour le compte de la compagnie Windermere Lake Cruises.

Il est classé bateau historique depuis 1996 par le National Historic Ships UK  et au registre du National Historic Fleet.

## Histoire
Teal a été construit, avec son sister-ship MV Swan par le chantier naval Vickers-Armstrongs
de Barrow-in-Furness pour le London, Midland and Scottish Railway (LMS) dans le cadre de l'amélioration de la flotte de croisière sur le lac de Windermere. Il a été lancé le 4 juillet 1936.

Les deux navires ont eu un service limité pendant les premières années de la Seconde Guerre mondiale jusqu'à la fin de la saison 1941. Ils ont été réquisitionnés par la Royal Navy jusqu'à la fin de la guerre. Leur service commercial a repris le 16 juillet 1945. 
En 1948, avec la nationalisation des chemins de fer britannique, leur propriété est passée à la British Transport Commission (en) puis à la Sealink. 

Teal a été modernisé à plusieurs reprises pour mieux répondre aux demandes de croisière.